# Ares
Ares (em grego:  Ἄρης, transl.: Árēs), é um deus grego, filho do rei e rainha dos deuses, Zeus e Hera. Na mitologia, Ares nasceu como um possível substituto de Zeus, como estava escrito em uma antiga profecia, que levou Hera a dar a luz ao Deus da guerra na intenção de que o poder avassalador de seu filho, que era um dos maiores e mais temidos do Olimpo, o levasse a realizar essa profecia, na antiga religião grega.
O culto de Ares não foi muito grande, sendo centrado na região norte da Grécia e em Esparta, uma das mais importantes cidades-estados da Grécia Antiga. Embora muitas vezes tratado como o deus olímpico da guerra, ele é mais exatamente o deus da guerra selvagem, sede de sangue, ou matança personificada. Os romanos identificaram-no como Marte, o deus romano da guerra e da agricultura (que eles tinham herdado dos etruscos).
Entre os helenos sempre houve desconfiança de Ares e ele era detestado por Zeus. Ares foi geralmente diminuído em nome da sua meio-irmã, Atena, que embora fosse deusa da guerra, a posição de Atena era de guerra estratégica, enquanto Ares tendia a ser a violência imprevisível da guerra. O seu lugar de nascimento e sua casa verdadeira foram colocados muito longe, entre os bárbaros e trácios belicosos (Ilíada 13.301; Ovídio, Ars Amatoria, II.10;), de onde ele se retirou depois que o seu caso com Afrodite foi revelado. Embora Afrodite seja mais conhecida como esposa de Hefesto em mitos tardios, ela foi mais retratada com Ares, que por representar virilidade é seu amante ideal no imaginário clássico. O casamento de Afrodite com Hefesto teria chegado ao fim após a exposição da traição dela com Ares e na Guerra de Troia, Homero diz que Afrodite é consorte de Ares. A paixão de ambos representa o dualismo entre amor e ódio, sendo constantemente representados juntos em obras de arte.
"Ares" permaneceu um adjetivo e epíteto em tempos clássicos: Zeus Areios, Atena Areia, até Afrodite Areia. Em tempos micênicos, as inscrições mencionavam Eniálios, um nome que sobreviveu em tempos clássicos como um epíteto de Ares. Corvos e cães, animais que se alimentam dos cadáveres nos campos de batalha, são sagrados para ele.

## Culto
Embora importante na poesia, Ares raramente foi incluído no culto na Grécia Antiga, detinha poucos templos e santuários parecendo mais presente nos ritos de batalha. Seu culto foi centrado ao norte, na região de Tessália, Tesprócia e Trácia. Mesmo estando implicado no mito de fundação de Tebas, ele apareceu em poucos mitos.
Em Esparta havia uma estátua do deus acorrentado, para mostrar que o espírito de guerra e vitória nunca deveria deixar a cidade. O templo a Ares na Ágora de Atenas que Pausânias viu no século d.C. só tinha sido movido e rededicado lá durante o tempo de Augusto; na essência ele era um templo romano a Marte. O Areópago, "o monte de Ares" onde São Paulo pronunciou sermões, é situado em alguma distância da Acrópole; em tempos arcaicos era um terreno para disputas. A sua conexão com Ares, possivelmente baseado em uma etimologia falsa, pode ser puramente etiológica.

## Aparência e iconografia

Símbolo de Marte

Ares tinha uma quadriga desenhada com rédeas de ouro para quatro (Ilíada v.352) garanhões imortais que cuspiam fogo. Entre os deuses, Ares era reconhecido pela sua armadura de latão; ele brandia uma lança ou uma espada na batalha. Os seus pássaros agudos e sagrados eram a coruja de celeiro, o pica-pau, o bubo e, especialmente no sul, o abutre. De acordo com Argonáuticas (ii.382ff e 1031 e seg; Higno, Fabula 30) os pássaros de Ares (Ornithes Areioi) eram um bando de pássaros que lançavam penas em forma de dardos que guardaram o templo das Amazonas do deus em uma ilha costeira no Mar Negro. Em Esparta, em uma noite ctônica de sacrifício de um cão a Enyalios ficou assimilado ao culto de Ares. O sacrifício poderia ser feito a Ares na véspera de uma batalha para pedir sua ajuda.
Na escultura clássica, Ares era representado como um homem bonito, muitas vezes nu, vestindo um elmo grego, e segurando uma lança ou espada. O deus é geralmente difícil de identificar por causa da falta de atributos distintivos: uma estátua de um guerreiro armado poderia facilmente representar um herói mítico ou guerreiro histórico.
O símbolo de Marte (Ares romano), uma seta representado uma espada e um círculo representado o escudo, é usado como símbolo do masculino e do planeta Marte.
Na Renascença e obras de arte neoclássicas, os símbolos de Ares são a lança e o elmo, o seu animal é o cão, e o seu pássaro é o abutre. Em trabalhos literários dessas eras, Ares parece como cruel, agressivo, e sanguinário, injuriado tanto por deuses como por seres humanos, muito como ele era nos mitos gregos antigos.

## Mitologia
No conto cantado pelo bardo na sala de Alcínoo, o Deus do sol Hélio uma vez espiou Ares e Afrodite amando um ao outro secretamente na sala de Hefesto, e ele prontamente informou o incidente ao cônjuge Olimpíco de Afrodite. Hefesto conseguiu pegar o casal em flagrante, e para tanto, ele fez uma rede especial, fina e resistente como o diamante para pegar os amantes ilícitos. No momento apropriado, esta rede foi jogada, e encurralou Ares e Afrodite em um abraço apaixonado. Mas Hefesto ainda não estava satisfeito com a sua vingança — ele convidou os deuses Olimpos e deusas a examinar o casal infeliz. Por causa da modéstia, as deusas duvidaram, mas os deuses testemunharam a vista. Alguns comentaram a beleza de Afrodite, os outros opinavam em trocar de lugar ansiosamente com Ares, mas todos zombaram dos dois. Uma vez que o casal foi solto, Ares, embaraçado, fugiu para longe à sua pátria, Trácia.
Em um detalhe interpolado muito posterior, Ares coloca o jovem Alectrião à sua porta para avisá-los da chegada de Hélio, como Hélio diria a Hefesto da infidelidade de Afrodite se os dois fossem descobertos, mas Alectrião adormeceu. Hélio descobriu os dois e alertou Hefesto. Ares ficou furioso com Alectrião e o transformou em um galo, que agora nunca esquece de anunciar a chegada do sol na manhã.

### A fundação de Tebas
Um dos papéis de Ares que era situado em terra firme na própria Grécia estava na fundação do mito de Tebas: Ares colocou um dragão para guardar uma nascente em Tebas (Pseudo-Apolodoro menciona que algumas versões diziam que o dragão era filho de Ares), e este dragão foi morto por Cadmo, sendo o antepassado dos tebanos, já que os dentes do dragão foram semeados na terra como uma colheita da qual nasceram soldados totalmente armados, que lutaram até a morte, até que só sobraram cinco, quando Equionte, um deles, comandou que eles parassem de lutar. Os nomes destes semeados (espartos) eram Equionte, Udeu, Ctônio, Hiperenor e Peloro. Para propiciar Ares, Cadmo serviu um ano (equivalente a oito dos anos atuais) a Ares, e depois disso casou-se com Harmonia, a filha da união de Ares com Afrodite.

### Ares e os gigantes
Em um mito arcaico e obscuro relacionado na Ilíada pela deusa Dione a sua filha Afrodite, dois gigantes ctônicos, os Aloídas, chamados Oto e Efialtes, lançaram Ares em cadeias e puseram-no em uma urna de bronze, onde ele permaneceu durante treze meses, um ano lunar. "E teria sido o fim de Ares e o seu apetite da guerra, se a bela Eriboea, a madrasta dos jovens gigantes, não tivesse dito a Hermes o que eles tinham feito," ela relatou (Ilíada 5.385–391). "Em um destes suspeitos um festival de licença que é feito no décimo terceiro mês." Ares ficou gritando e uivando na urna até que Hermes o resgatasse e Ártemis enganou os Aloídas fazendo um assassinar o outro.

### A Ilíada

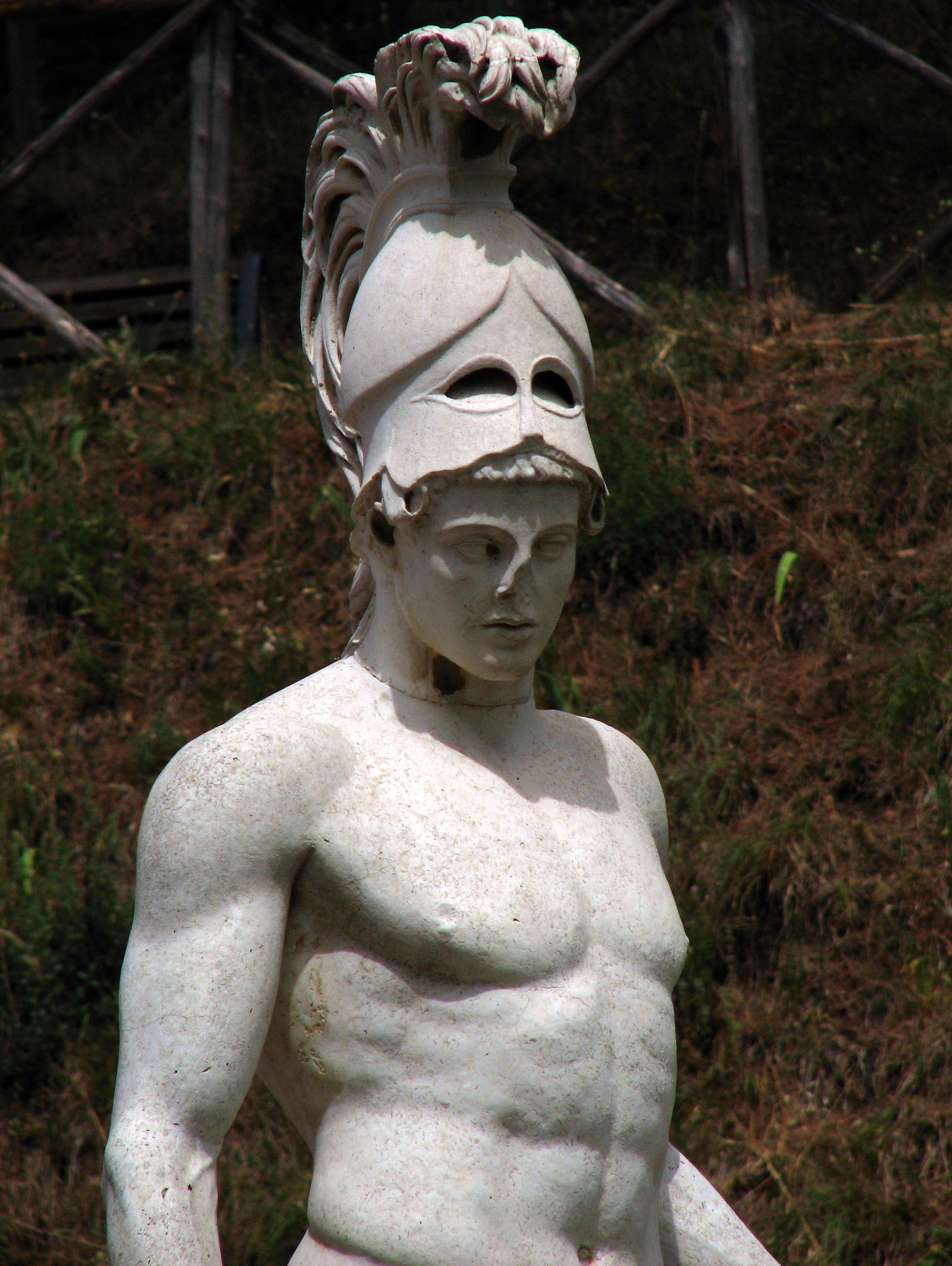
Escultura de Ares, cópia romana do original grego. Vila Adriana, em Tivoli.

Na Ilíada, Homero representou Ares como não fixando lealdades nem respeito à Têmis, a ordem certa das coisas: ele prometeu a Atena e Hera que ele lutaria do lado dos Aqueus, mas Afrodite foi capaz de persuadir Ares para o lado dos Troianos (Ilíada V.699). Durante a guerra, Diomedes lutou com Heitor e viu Ares lutar do lado dos Troianos. Diomedes pediu que os seus soldados retrocedessem lentamente. Hera, a mãe de Ares, viu a sua interferência e perguntou a Zeus, o seu pai, para a permissão de expelir Ares do campo de batalha. Hera estimulou Diomedes a atacar Ares, portanto ele jogou uma lança em Ares e os seus gritos fizeram Aqueus e Troianos igualmente tremerem. Atena então pegou a lança e machucou o corpo de Ares, que gritou de dor e fugiu para o Monte Olimpo, forçando Troianos a retroceder (XXI. 391). Depois quando Zeus permitiu que os deuses lutassem na guerra novamente, Ares tentou lutar contra Atena para vingar-se de seu dano prévio, mas foi mais uma vez ferido quando ela lançou um enorme seixo rolando nele. Contudo, quando Hera durante uma conversa com Zeus mencionou que o filho de Ares, Ascalaphus foi morto, Ares desatou a chorar e quis se juntar à luta do lado dos Aqueus descartando a ordem de Zeus que nenhum deus Olímpico devia entrar na batalha. Atena parou Ares e ajudou-o a tirar a sua armadura (de XV.110-128).

### Outros mitos
Ares apreendeu o criminoso Sísifo, um homem impiedoso que se atreveu sequestrar o deus da morte Tânato. Durante a batalha entre Héracles e Cygnus (filho de Ares), o deus interveio mas foi ferido pelo herói e forçado a fugir de volta para o Olimpo. Ares apoiou ativamente as Amazonas em muitas guerras e batalhas. A mais famosa delas foi sua filha Pentesileia que se juntou à guerra de Troia.

### Companheiros de guerra
Deimos, "o terror", e Fobos "medo", eram seus companheiros na guerra, crianças nascidas de Afrodite segundo Hesíodo. A irmã e companheira de assassinato de Ares era Eris, a deusa da discórdia ou Ênio, a deusa da guerra, derramamento de sangue e violência. Ele também foi assistido pelo deus menor da guerra Enyalios, seu filho com Ênio, cujo nome ("bélico", o mesmo significado que Ênio) também servia como um título do próprio Ares. A presença de Ares era acompanhada por Kydoimos, o demônio do estrondo da batalha, bem como o Makhai (Batalhas), o Hysminai (Carnificinas), Polemos (um espírito menor da guerra; provavelmente um epíteto de Ares, como ele não teve nenhum domínio específico), e a filha de Polemos, Alala, a deusa/personificação do grito de guerra grego, cujo nome Ares usou como o seu próprio grito de guerra. Sua irmã Hebe também realizou banhos para ele.

### Consortes e filhos
Há vários filhos de Ares, Cicno (Kýknos) da Macedônia, que foi tão assassino que tentou construir um templo com as caveiras e os ossos de viajantes. Héracles matou esta monstruosidade abominável, gerando a ira de Ares, a quem o herói feriu.
Outros consortes de filhos de Ares incluem:
1. Aglauro
  1. Alcipe
2. Afrodite
  1. Anteros (em algumas fontes,[26])
  2. Deimos ("Pânico")
  3. Eros (em algumas fontes,[27][28])
  4. Harmonia
  5. Fobos ("Medo")
3. Cirene
  1. Diómedes
4. Harpina (ou Asterope, segundo algumas versões)
  1. Oenomaus
5. Otrera (Rainha das Amazonas)
  1. Pentesiléia
  2. Hipólita
  3. Antíopa
  4. Melanipe
6. Pirene
  1. Cicno
  2. Bistão
7. Astioche
  1. Ascalaphus e Ialmenus
8. Bistonis
  1. Tereu
9. Reia Sílvia (mitologia romana)
  1. Remo
  2. Rômulo
10. Eriteia (uma das Hespérides, filhas de Atlas)
  1. Eurytion
11. Mães desconhecidas
  1. Thrax

## Cultura moderna
- Ares é o principal antagonista em quadrinhos da DC Comics, na história da super-heroína Mulher Maravilha. Também faz uma aparição na série animada Liga da Justiça – Sem Limites. Ele é dublado por Michael York. No episódio “Gavião e Pombo”.
- Em Cavaleiros do Zodíaco, no anime, o "Grande Mestre" recebeu o nome do deus Ares, onde era o comandante dos doze cavaleiros de ouro, cada um com uma armadura de um signo do zodíaco grego, sendo o grande grupo rival dos cinco cavaleiros de bronze liderados por Saori Kido, reencarnação da deusa Atena, no arco do Santuário. Mais tarde, também, apareceu como Marte no Saint Seiya Ômega e foi descrito uma batalha nos tempos mitológicos entre Ares e Atena. Em Saintia Sho, "Ares", o Deus da Guerra desperta em Saga utilizando a Folha de Éris, a armadura dada pela Deusa.
- No game Empire Earth, uma das unidades robóticas que se pode construir na era digital se chama Ares.
- Ares também é o antagonista principal na série de jogos God Of War. O anti-herói principal, Kratos, era guerreiro de Ares, mas foi traído quando Ares fez Kratos matar sua própria esposa e filha. Com a ajuda de outros deuses, Kratos mata Ares e vira o novo deus da guerra.
- Ares também aparece história em quadrinhos da Marvel Comics como um membro proeminente dos Mighty Avengers. Ele desempenha o papel como de "Wolverine e Thor" tanto tendo os traços de violência de Wolvrine como a força de Thor. Ele é também um antagonista principal da versão em quadrinho da Marvel, Hércules.
- Ares aparece como um personagem maior nas séries de TV em Hércules, Xena: A Princesa Guerreira e O Jovem Hércules; tanto como vilão como anti-herói, bem como ter um amor unilateral de interesse por Xena. Ele também aparece no no filme para tv Young Hercules que precede a terceira série da franquia e na animação Hércules e Xena - A Batalha pelo Monte Olimpo. Foi interpretado e dublado por Kevin Smith. Ainda nessa franquia aparaceu nos games "Hercules: The Legendary Journeys" de 2000 para o Nintendo 64 e Game Boy Color, "Xena: Warrior Princess" de 2001 para Playstation e Game Boy Color e "Xena: Warrior Princess" de 2006 para o Playstation 2.
- Ares também apareceu na produção de Hércules da Disney e as suas séries animadas originadas. Os animadores da Disney retrataram-no em uma armadura de guerreiro e elmo como a sua roupa. Ele também é retratado tendo uma rivalidade com sua irmã Atena na série animada.
- Ares é o nome de um dos deuses falsos de Ilíon, uma novela escrita por Dan Simmons.
- Há um manhwa (desenho em quadrinho sul-coreano) chamado Ares.
- O míssil que substituirá o ônibus espacial será chamado Ares.
- Uma companhia de fabricação de armas em Shadowrun no jogo é chamado Ares.
- Ares aparece na animação Mulher-Maravilha de 2009, dublado por Alfred Molina.
- Ares aparece na sequência de Fúria de Titãs de 2010, no longa Fúria de Titãs 2 de 2012, interpretado por Édgar Ramírez.
- Ares aparece no filme Imortais de 2011, interpretado por Daniel Sharman.
- Ares aparece também na série de livros juvenis de aventura Percy Jackson e os olimpianos escrita por Rick Riordan, baseada na mitologia grega. Na série Ares e retratado como violento e louco por uma guerra, ele é também um grande inimigo do personagem principal da série.
- Ares também apareceu nas telonas como antagonista no filme Mulher Maravilha, 2017, onde é interpretado por David Thewlis
- Ares aparece na série de animação da Netflix O Sangue de Zeus de 2020, dublado por Matt Lowe.